# Deutsche-Bank-Hochhaus
Das Deutsche-Bank-Hochhaus im Westend von Frankfurt am Main besteht aus zwei Wolkenkratzern, die jeweils 155 Meter hoch sind. Sie werden auch als Soll und Haben,  Zwillingstürme oder Deutsche Bank I und II bezeichnet. Die Bank warb zur Zeit der Kernsanierung auch mit dem Begriff Greentowers. Aufgrund ihrer Medienpräsenz gehören die Doppeltürme zu den bekanntesten Gebäuden in Deutschland.

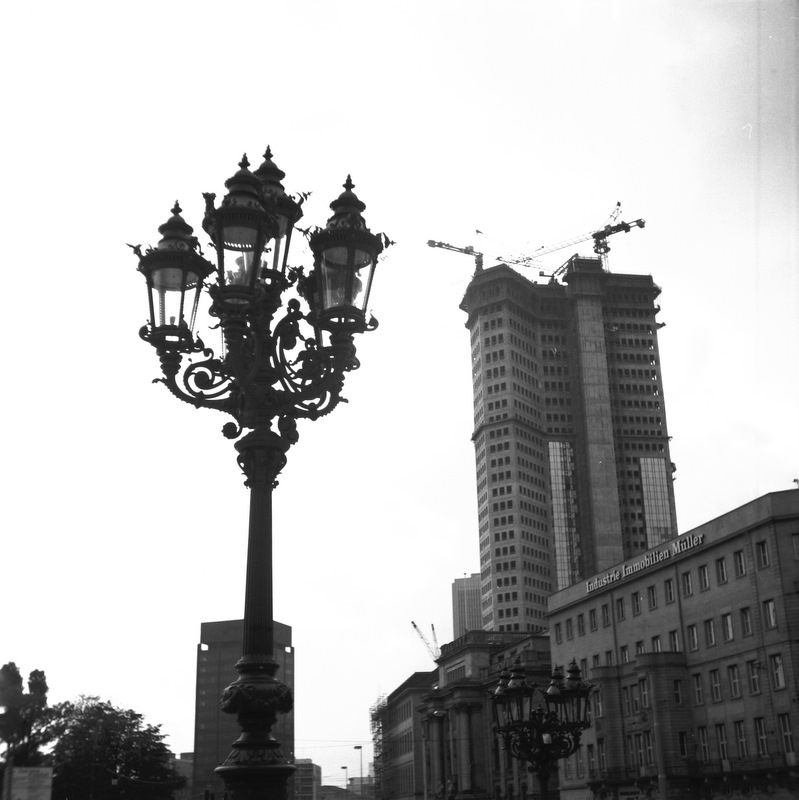
Hochhäuser der Deutschen Bank während des Baus

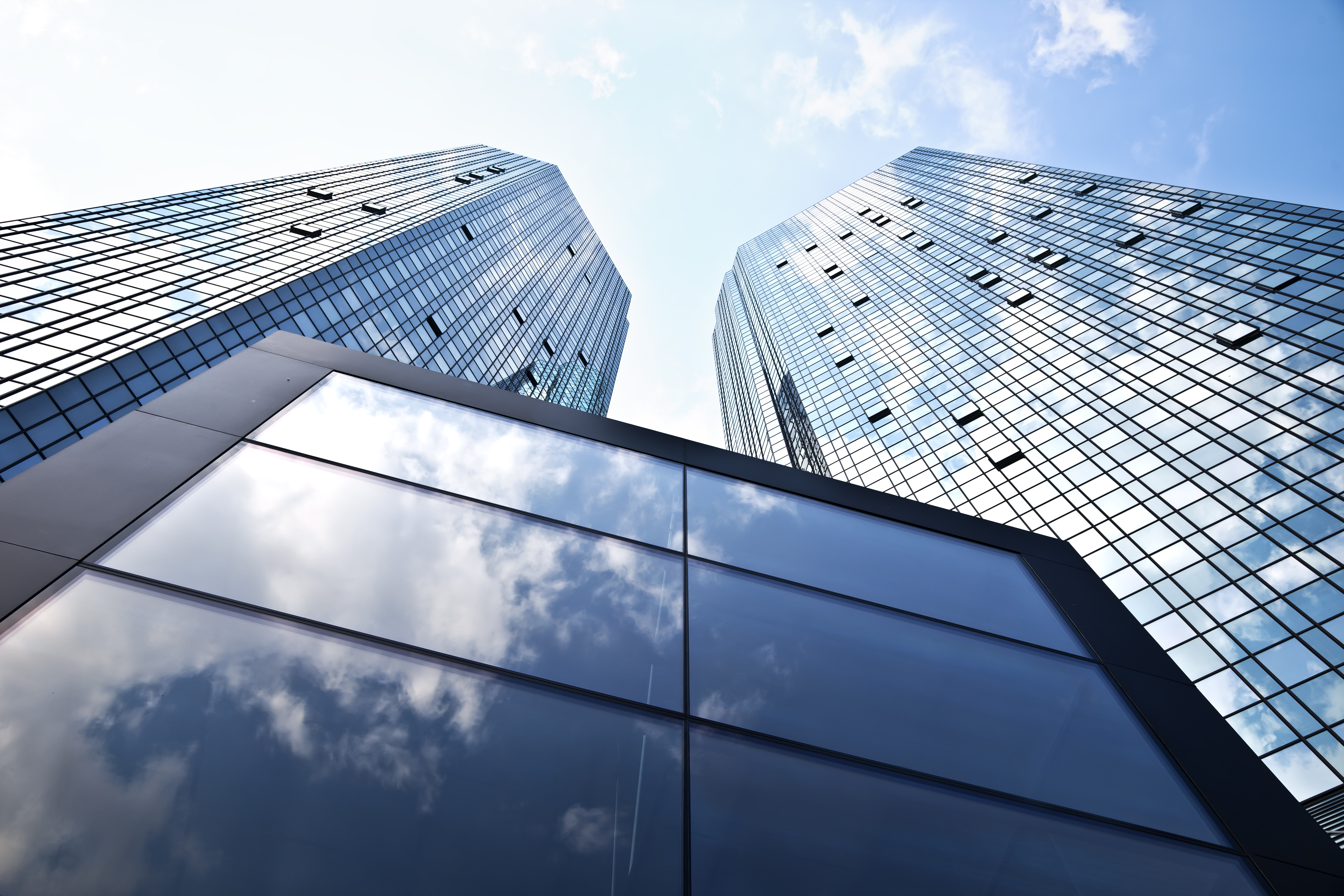
Hochhäuser mit geöffneten Fenstern nach der Renovierung (2011)

## Architektur
Das Hochhaus entstand 1979 bis 1984 nach den Entwürfen von Walter Hanig, Heinz Scheid und Johannes Schmidt, die von Josef Buchmann in Auftrag gegeben wurden. Es steht an der Taunusanlage nahe der Alten Oper, am Beginn der Mainzer Landstraße und an der Grenze der Stadtteile Westend, Innenstadt und Bahnhofsviertel. Die Türme waren ursprünglich als Hotel der amerikanischen Hotelkette Hyatt geplant. Als die Türme von der Deutschen Bank übernommen wurden, waren sie bereits im Bau. Unmittelbar vor dem Haupteingang befinden sich die Eingänge zum unterirdischen S-Bahnhof Taunusanlage. Südlich und östlich befindet sich die Grünanlage der Wallanlagen, die imposante Blicke auf das Gebäude bieten; nach Westen schließt sich die Hochhausachse der Mainzer Landstraße an. (Es folgen in kurzem Abstand die Wolkenkratzer Trianon, Frankfurter Büro Center und Westendstraße 1.) Nördlich erstreckt sich der gründerzeitlich geprägte Wohnbezirk Westend, der vor weiterer Hochhausbebauung geschützt ist.
Der Gebäudekomplex besteht aus drei Teilen: einem viergeschossigen Sockelbau und den Doppeltürmen. Die Gebäude sind komplette Stahlbetonkonstruktionen mit vorgesetzten verspiegelten Glasfassaden.
Im Gegensatz zum benachbarten, einige Jahre später errichteten Hochhaus Trianon passt sich der Sockelbau des Deutsche-Bank-Hochhauses wenig an die vorgefundene städtebauliche Umgebung an. Er ist niedriger als die Nachbarbebauung, breitet sich aber auf großer Grundfläche in die Umgebung aus. Vom Mittelpunkt der Anlage (zwischen beiden Türmen) strecken sich auf unregelmäßigem Grundriss drei Bauteile nach Osten, Südwesten und Nordwesten. Sowohl in der Horizontalen als auch in der Vertikalen besitzt der Fußbau zahlreiche 45°-Winkel.
Die beiden Türme besitzen ebenfalls einen unregelmäßigen, jedoch in beiden Fällen gleichen Grundriss mit vielen 45°-Winkeln und sind in 13 m Abstand um den Mittelpunkt der Anlage herum punktsymmetrisch angeordnet.
Das Gebäude ist als beliebte Kulisse in Printmedien und Fernsehen zu einem Symbol der deutschen Ökonomie geworden, wozu einerseits die markante Doppelturmkonfiguration beitrug, andererseits auch die Rolle der Deutschen Bank als Herzstück der als Deutschland AG bezeichneten, engen wechselseitigen Verflechtung deutscher Großkonzerne.
In Analogie zu den Zwillingstürmen des 2001 zerstörten World Trade Center in New York wird das Gebäude auch als „Twin Towers“ bezeichnet, ein Begriff, der sich in der Öffentlichkeit nicht durchsetzen konnte.

## Konstruktion
Die beiden Türme haben eine gemeinsame 4660 m² große Fundamentplatte, die in der Mitte 4 m dick ist und sich zu den Rändern auf 2,5 m verjüngt. Die Platte besteht aus 16.122 m³ Stahlbeton. Die Gründungstiefe liegt bei ungefähr 13 m unter Geländeoberkante.

## Renovierung
2006 wurde bekannt, dass die Türme aufgrund veränderter Brandschutzvorschriften umgebaut werden müssen. Aus diesem Anlass ließ die Deutsche Bank nach 22-jähriger Nutzung von 2007 bis 2010 die Türme grundlegend renovieren. Für die Innenarchitektur wählte die Bank einen Entwurf des Mailänder Architekten Mario Bellini.
Das renovierte Gebäude ist nach dem amerikanischen Standard LEED Platin für bestehende Gebäude sowie nach dem deutschen Gütesiegel der DGNB zertifiziert. Infolge des Umbaus sank der Energieverbrauch um die Hälfte, der Wasserverbrauch um über 70 Prozent und die CO2-Emissionen um fast 90 Prozent.
Die Deutsche Bank hatte ihre Konzernzentrale im Sommer 2007 für 272 Mio. Euro von einem Fonds ihrer Tochter DB Real Estate zurückgekauft, um die anstehende Generalsanierung in Eigenregie umsetzen zu können. Die Bank investierte rund 200 Mio. Euro in die Modernisierung. Die Türme sollen für rund 600 Millionen Euro an einen geschlossenen Immobilienfonds, der von der Tochtergesellschaft DWS Investments aufgelegt wird, verkauft und dann zurückgemietet werden. Der Wiedereinzugstermin verzögerte sich nach fast drei Jahren Renovierung, weil im November 2010 Unbekannte jeweils einen Hydranten in beiden Türmen geöffnet und das Gebäude so geflutet hatten. Das Wasser floss vom neunten beziehungsweise sechsten Stock bis in die Kelleretagen.
Generalauftragnehmer für die technische Ausrüstung der Zwillingstürme war Imtech. Nach Berichten des Handelsblatts im Februar 2011 wurden die Manager von Subunternehmen unter anderem mit Bordellbesuchen bestochen. Diese wiederum durften schon Anfang 2010 im Gegenzug mehr Arbeitsstunden abrechnen. Das Unternehmen ließ 2011 durch den Kriminalisten Thomas Wüppesahl intern ermitteln. Die Erkenntnisse wurden jedoch bis zur Imtech-Krise von 2013 nicht umgesetzt.
Ehemalige Topmanager, die noch in den obersten Etagen des Turm A residierten, wurden vom Aufsichtsratschef Clemens Börsig 2007, anlässlich der Renovierung, dauerhaft in der Taunusanlage 17 untergebracht.

## Belege
1. ↑  Deutsche Bank Tower I bei CTBUH
2. ↑  Deutsche Bank Tower II bei CTBUH
3. ↑   (Seite nicht mehr abrufbar, festgestellt im Oktober 2024. Suche in Webarchiven)
4. ↑  Deutsche Bank, Hochbau. Abgerufen am 16. Oktober 2019.
5. ↑  Frankfurt: Deutsche Bank prüft Verkauf der Doppeltürme
6. ↑  Pressemitteilung der Deutschen Bank vom 14. März 2011
7. ↑  Frankfurt: Unbekannte setzen Deutsche-Bank-Türme unter Wasser. In: Spiegel Online. 14. November 2010, abgerufen am 9. Juni 2018.
8. ↑  Steffen Preissler: Bestechung und Bordell-Besuche? Imtech: „Unregelmäßigkeiten“ nach Umbau bei Deutscher Bank. In: Hamburger Abendblatt, 24. Februar 2011 (online)
9. ↑  Imtech: Interne Ermittlungen nach Renovierung der Zwillingstürme. In: Manager-Magazin, 24. Februar 2011 (online)
10. ↑  Aufklärung verschleppt. Vom eigenen Management ausgeraubt. In: Handelsblatt, 27. Juni 2013 (online)
11. ↑  Detective tipte fraude Imtech al in mei 2011. In: Telegraaf, 27. Juni 2013 (online).
12. ↑  Marc Brost, Andres Veiel: Sie nennen es Sterbehaus, Die Zeit, 22. Oktober 2015, S. 13.